# Amlishagen
Amlishagen ist ein Dorf im Landkreis Schwäbisch Hall im Nordosten Baden-Württembergs und gehört zur Stadt Gerabronn.

## Geschichte

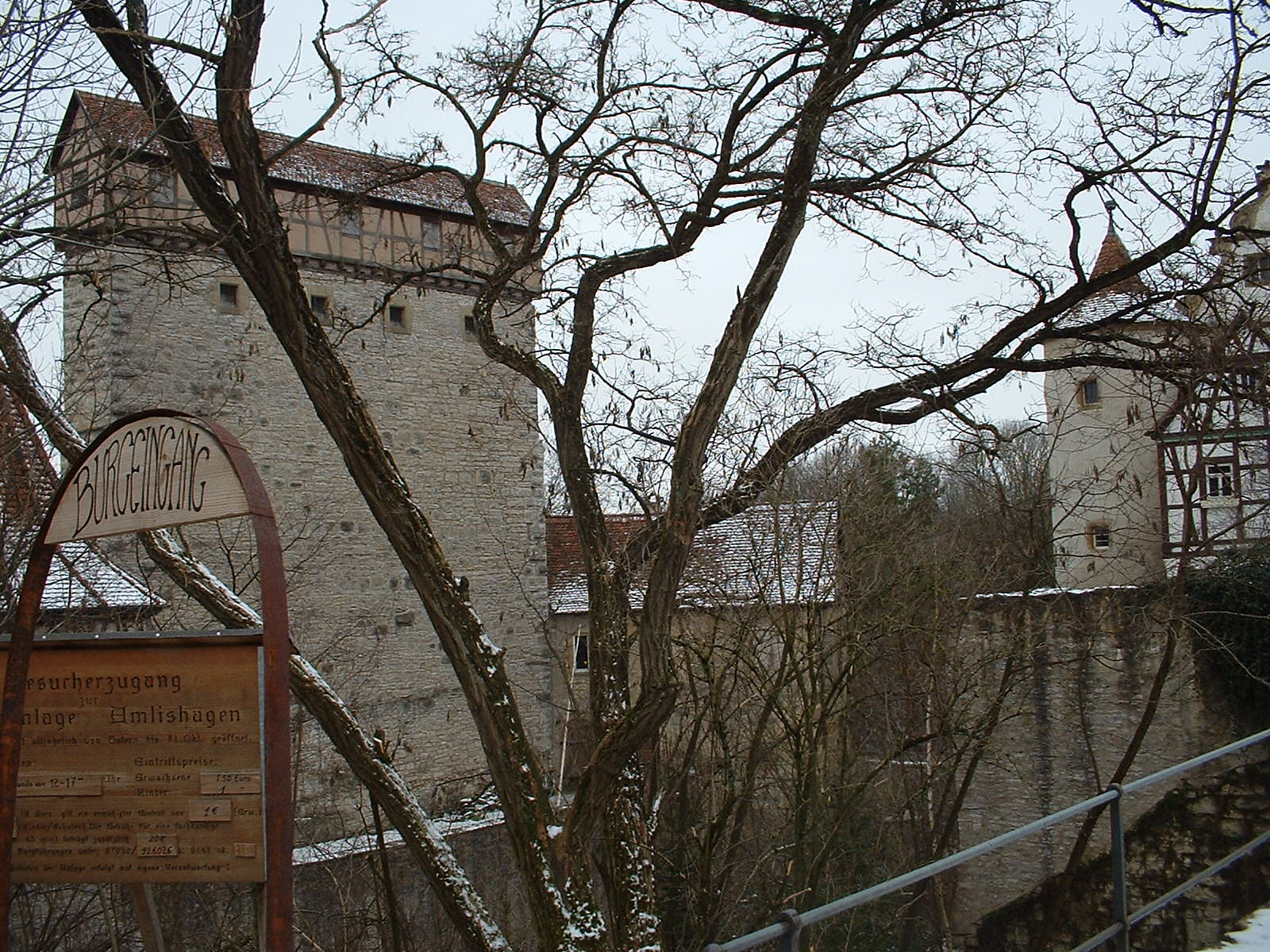
Burg in Amlishagen

Urkundlich erwähnt wird der Ort Hagen erstmals 1251 und wurde auch als Amelungshagen erwähnt. Die ersten nachweisbaren Reste der Burg- und Schlossanlage stammen auch aus der ersten Hälfte des 13. Jahrhunderts.
Die ersten Besitzer waren die Herren Amelungshagen als Vasallen der Hohenlohe-Brauneck.
Im 14. Jahrhundert waren die Ritter von Wollmershausen Lehensträger eines Burgteiles und später Besitzer der ganzen Schildmauerburg. Um 1580 wurde das Schloss Amlishagen in die Vorburg integriert erbaut.
Nachdem die Wollmershausener Anfang des 18. Jahrhunderts ausstarben, kam es zu mehreren Besitzerwechseln, bis die Burg von Blüchers Leibarzt Johann Karl von Horlacher gekauft wurde. Ein entfernter Nachfahre ist noch heute Besitzer der Burg- und Schlossanlage. 1823 wurde Amlishagen eine selbständige Gemeinde. Am 1. Januar 1972 wurde Amlishagen nach Gerabronn eingemeindet.

## Wappen
Das ehemalige Gemeindewappen zeigt im von Gold und Rot geteiltem Schild zwei schräggekreuzte Hellebarden mit schwarzen Blättern und Schäften in verwechselten Farben.

## Bauwerke

### Evangelische Kirche St. Katharina

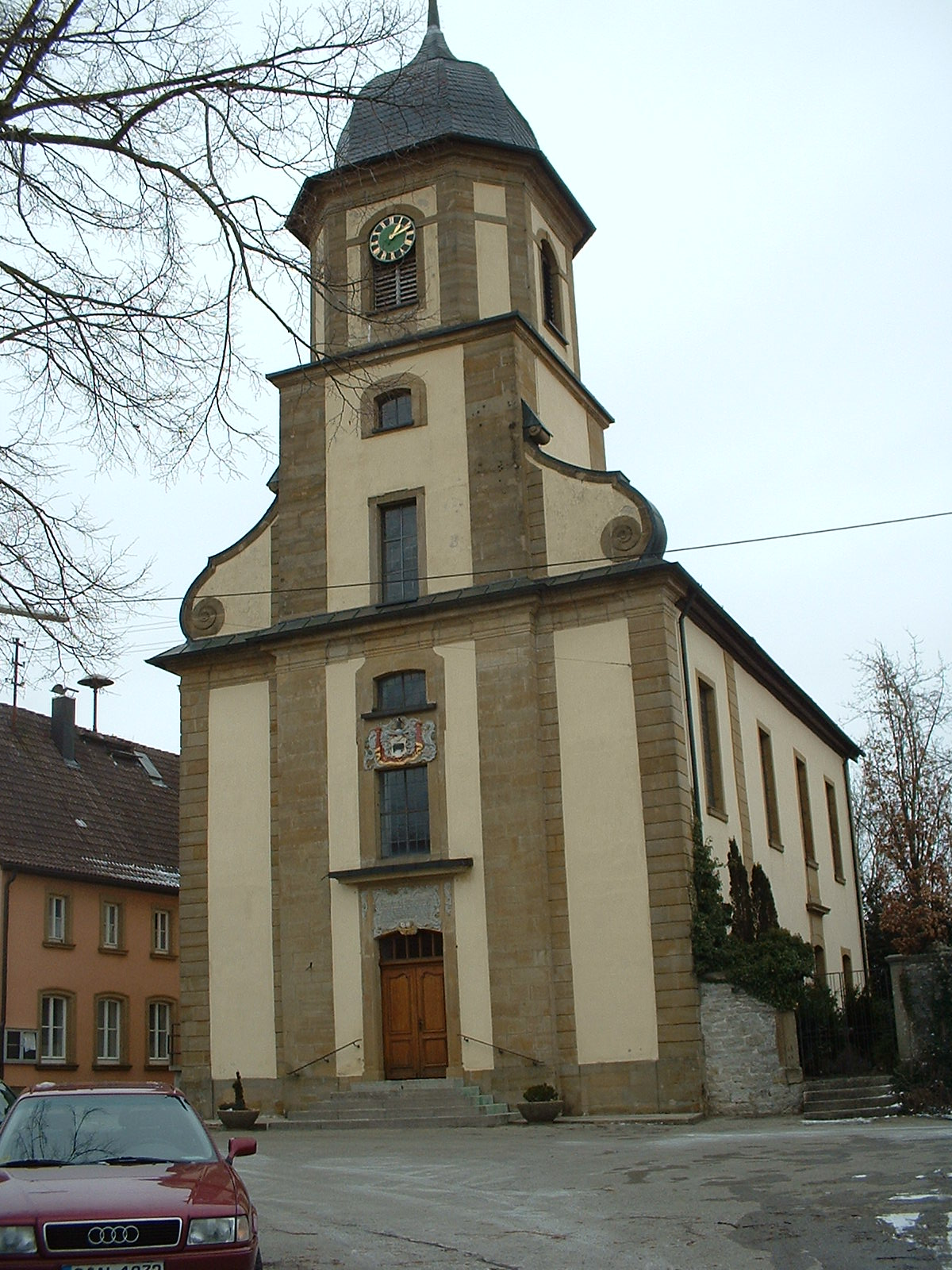
Evangelische Katharinen-Kirche in Amlishagen

Schon 1403 wird eine Katharinenkapelle erwähnt. Nachdem am 1. August 1760 (Hagelfeiertag) Kirche und Dorf niederbrennen sowie fast die ganze Ernte durch Hagel zerstört wird, wird nach dem Vorbild der evangelischen Residenzkirche in Kirchberg an der Jagst die Amlishagener Kirche im Auftrag des Schloss- und Patronatsherrn Gottfried Freiherr vom Holtz durch den gräflich–hohenlohischen Hofbauzimmermeister Leonhard Joseph Ernst aus Kirchberg/Jagst im Markgrafenstil neu erbaut. Die Kirche bildet mit Burg, Schloss, ehemaligem Rathaus, ehemaliger Schule, Gasthaus und Pfarrhaus ein Ensemble am Kirchplatz. Handwerker aus Kirchberg an der Jagst (Bildhauer Ritter, Schreinermeister Johann Jakob Pfirsch), Johann Conrad Mögeling aus Amlishagen und der Künzelsauer Bildhauer Johann Andreas Sommer (1716–77) waren für Konzeption und Ausgestaltung der Markgräfler Wand (Ansbacher Kanzelwand) aus Holz und Stuckmarmor in hoch aufgerichteter Kreuzform zuständig. Sie besteht aus Altar, Kanzel, Orgelempore und Parterre-Türen für den Altarumgang beim Abendmahlsempfang. Die Katharinenkirche enthält je eine Nord- und Südempore sowie eine Westempore mit ehemaligem Patronatsraum oder Herrschaftsstand mit dem Wappen der Herren vom Holtz, ferner eine Gruft und mehrere Einzelgrabstätten im Boden sowie von Johannes Allgeyer aus dem Jahr 1763 die Orgel, von der noch das Gehäuse erhalten ist, und die im Jahre 1914 von der Firma Link neu gebaut wurde.

### Burg und Schloss Amlishagen
In Amlishagen steht ein typisches Beispiel einer so genannten Schildmauerburg, wie sie im Südwesten von Deutschland häufig erbaut wurde, in hervorragend restauriertem Zustand.

Siehe Burg Amlishagen

## Persönlichkeiten
- Johann Friedrich Baumann (1775–1833), württembergischer Verwaltungsbeamter und Politiker
- Otto Albrecht (1881–1943), Maler, im KZ Sachsenhausen gestorben. Er lebte mit seiner Familie in Amlishagen. Seit 2004 existiert ein Arbeitskreis Otto Albrecht, der sich zum Ziel gesetzt hat, das Werk Otto Albrechts der Öffentlichkeit zugänglich zu machen.
- Gisela Albrecht (1921–1985), Kostüm- und Trickfilmzeichnerin
- Günther Kaphammel (1926–2002), Kunstmaler und Grafiker, hatte bis zu seinem Tod ein Atelier in Amlishagen